# Ernest de Steenhault de Waerbeek
Baron Ernest Augustin Alexandre de Steenhault de Waerbeek (Mechelen, 5 oktober 1815 - Brussel, 13 februari 1886) was een Belgisch volksvertegenwoordiger en burgemeester.

## Biografie

### Familie
Een de Steenhault verkreeg voor het eerst adelbrieven in 1659. Ernest was een zoon van Alexandre de Steenhault de Waerbeek en Caroline de Richterich. Zijn vader was burgemeester van Mechelen en verkreeg in 1816 erfelijke adelserkenning met de baronstitel, overdraagbaar bij eerstgeboorte.
Hij trouwde in 1839 in Brussel met barones Léonie de Blondel de Beauregard de Viane (1819-1869), dochter van Eustache de Blondel de Beauregard de Viane. Baron Adhémar de Steenhault de Waerbeek was hun zoon en baron Léon de Steenhault de Waerbeek hun kleinzoon. Zij waren, net zoals Ernest, burgemeesters van Vollezele, provincieraadsleden van Brabant en parlementsleden (senatoren weliswaar).

### Loopbaan
De Steenhault de Waerbeek werd inspecteur van de belangrijke staatsstoeterijen van Brabant, waar onder meer het Brabants trekpaard werd gefokt.
Van 1847 tot 1850 en van 1860 tot 1879 was hij provincieraadslid van Brabant.
In 1850 werd hij verkozen tot liberaal volksvertegenwoordiger voor het arrondissement Brussel en vervulde dit mandaat tot in 1857.
Vanaf 1879 tot aan zijn dood was hij burgemeester van Vollezele, het dorp waar de familie een landelijke residentie had.
Tegen het einde van de 20e eeuw werd het kasteel en domein eigendom van de ondernemer Dominiek De Clerck. De nv Steenhout die er gevestigd is fokt koudbloedpaarden (Brabants trekpaard) en is gespecialiseerd in het opleiden en africhten van menpaarden.